# NSFW
NSFW är rockbandet Ninja Sex Partys första studioalbum, släppt den 29 September 2011. Låten "Dinosaur Laser Fight" var släppt som en singel. Nästan varje låt har en musikvideo. Albumet kom ut på CD år 2015.
NSFW nådde 1:a på US Comedy Albums.
Sputnikmusic gav albumet 4.5 av 5 i betyg.

## Låtlista
Alla låtar är skrivna av Dan Avidan och Brian Wecht.
| Nr  | Titel                      | Längd |
| --- | -------------------------- | ----- |
| 1.  | "Introduction"             | 0:56  |
| 2.  | "NSP Theme Song"           | 2:08  |
| 3.  | "The Decision"             | 1:59  |
| 4.  | "Dinosaur Laser Fight"     | 2:00  |
| 5.  | "Objects of Desire"        | 2:33  |
| 6.  | "If We Were Gay"           | 1:58  |
| 7.  | "No Reason Boner"          | 3:02  |
| 8.  | "Puppies in Space"         | 0:26  |
| 9.  | "Sex Training"             | 1:44  |
| 10. | "Manticore"                | 3:01  |
| 11. | "You Can Do Us!"           | 2:00  |
| 12. | "I Just Want to (Dance)"   | 2:25  |
| 13. | "Three Minutes of Ecstacy" | 3:58  |
| 14. | "Accept My Shaft"          | 4:14  |
| 15. | "Outroduction"             | 0:54  |